# WAN-Analyse
Unter dem Begriff WAN-Analyse versteht man die Untersuchung des Datenverkehrs, der in „Wide Area Networks“ (WANs) zwischen den teilnehmenden Rechnern (Computern) an verschiedenen Standorten gesendet bzw. empfangen wird.
Die WAN-Analyse als Begriff umfasst sämtliche Vorgänge zur Untersuchung der Daten, die über die Medien eines globalen Datennetzes gesendet bzw. empfangen werden. Damit ist weniger die Ausspähung privater Daten gemeint als die technische Überwachung bzw. die Diagnose technischer Fehler, welche die Verfügbarkeit und/oder Sicherheit der Daten und Dienste beeinträchtig(t)en. WAN-Analyse wird wegen des beträchtlichen Aufwands und erheblichen Bedarfs an Spezialisten-Wissen eher nur re-aktiv (im Schadensfall), selten nur pro-aktiv (zur Vorbeugung) betrieben.